# نقش النصر السبئي

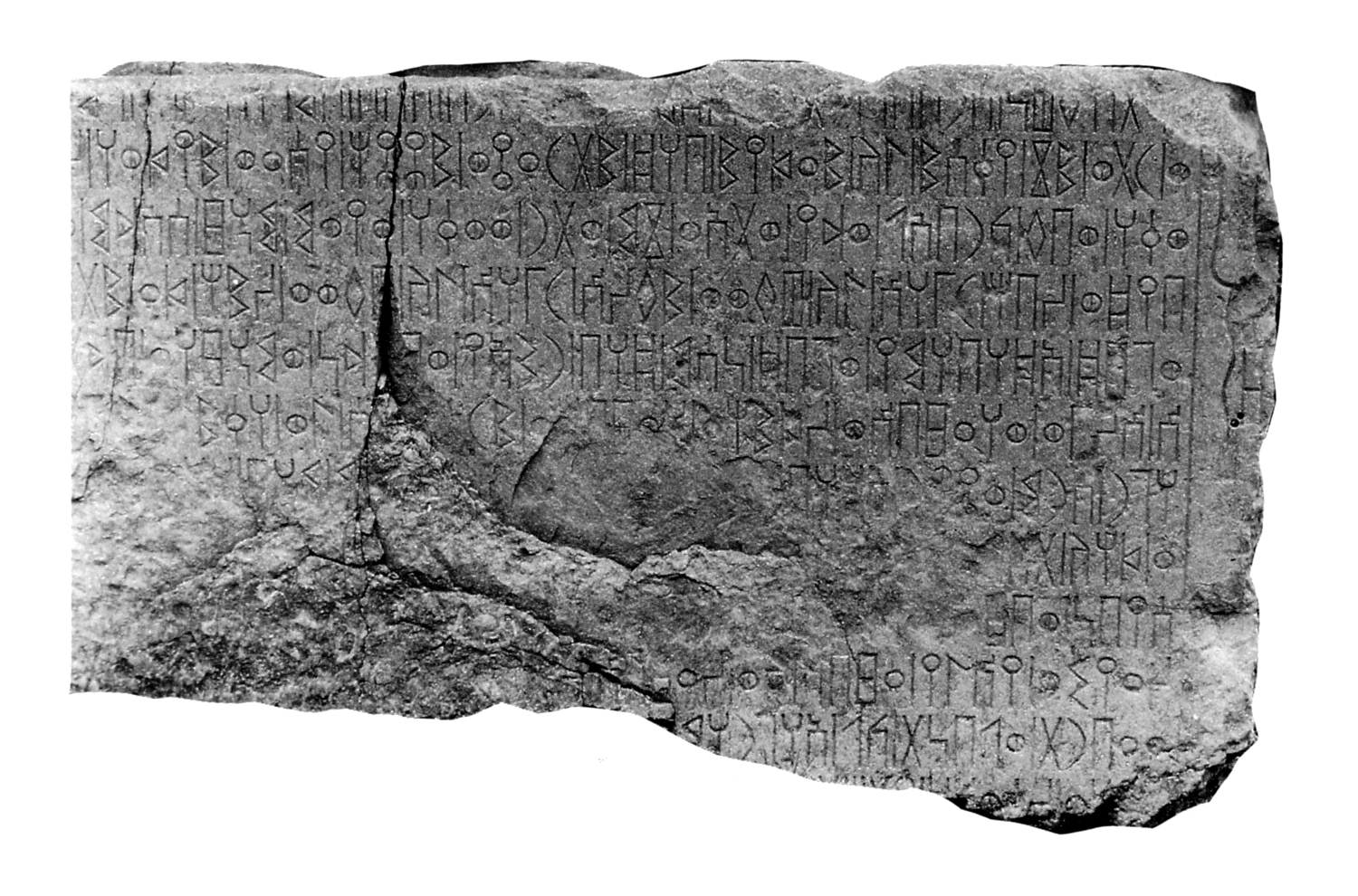
نقش النصر السبئي

نقش النصر السبئي أو ما يعرف بالنقش رقم (RES 3945)، هو نقش تذكاري طويل بخط المسند العربي الجنوبي، عُثر عليه في صِرواح في مأرب، يوثق سيرة مَلَكية (res gestae) للمكرب السبئي كربئيل وتر.
يقع النقش في معبد المقه بصرواح على مسافة أربعين كيلو متراً من مأرب، ويعد من أطول النقوش في الجزيرة العربية بعشرين سطراً، وقد كُتب في فترة شهدت فيها مملكة سبأ سياسة توسعية استكمالاً للسياسات السابقة ورغبة في مزيد من الهيمنة والرفعة، ويصف النقش الحملات والغزوات التي شنها (كرب إل وتر) والتي شملت منطقة واسعة من أنحاء المعافر(الحجرية اليوم) في الجنوب الغربي مروراً بوادي تبن بالقرب من عدن ويافع ودثينة في أبين وشبوة والبيضاء وظفار حتى أطراف حضرموت والجوف وصنعاء ونجران.
جرى تمثيل المُكَرِّب بصفته مشْرفاً وَرِعَاً على الطقوس الدينية، ولكن أيضاً باعتباره منتقماً وبطل حرب. كان الهدف من نقل السكان هو تحقيق مجتمع "تمت سبأنته: تحويله إلى سبئي" لضمان توحيد وتحكّم أكبر: فقد استعمر السبئيون مثلاً موقع مدينة نشق في شمال وادي الجوف وجرى استبدال بعض الملوك المحليين العنيدين بشخصيات موالية، والبقية جرى إخضاعهم أو تعويضهم مقابل تعاونهم. وينخرط نقش النصر أحياناً في سرد تاريخي مفصل، مع تعداد للمُبْعَدين مع وصف انتقامي نموذجي قاسٍ خصوصاً على الأعداء الذين كانوا حلفاء من قبل، كما في حالة مدينة نشان التي كان مصيرها النهب والإحراق.

## نص النقش
يتكون النقش من عشرين سطراً، يقرأها الباحثون (بالعربية) على النحو التالي:
هذا ما مَلَّكه كَرِب إيل وَتَر بن ذمار علي، مُكرِب سبأ، للمقه وسبأ في عهد حكمه، وذلك يوم أن أخذ العهد على الناس ليكون لكل قوم منهم إله وراعٍ وميثاق والتزام (أي معبود خاص بهم يعبدونه وراعٍ إلهي يحميهم وحبلٌ يعتصمون به وحقٌ يؤدونه)، وضحَّى لعثتر بثلاث ذبائح، بواحدة لهوبس، وأولم لـعثتر، وأوقد نار ترح، وكسا عثتر وهوبس؛ وكذلك يوم جمع مَعاشِرة سبأ ليأتمّ الناس بهم، وليقيموا أمرهم قوْمَة رجل واحد بصدق وإخلاص، ولِيَذُد كل منهم عن ماله؛ وكذلك يوم صدق عثتر وألمقه وعدهما، وجادوا بالغيث على واديه "ريمان" حتى امتلأت السواقي الواحدة تلو الأخلى، والحقول حقلاً بعد الآخر، وأحاط حرَّته "عهال" بجدار حاجز على امتداد الحرَّة، حتى يسيل الماء دون اندفاع إلى الجنتين، وإلى "أرعن"، وحتى تمتلئ مرة أخرى بالمياه من سد "موتر" والتي تأتيه المياه من "هودي"، وضمَّ من وادي "ميدع" كلاً من "حصص وثعرة"، بحيث يسيل الماء ويندفع بأمر كربئيل من خلال ما يأتي من "وتر ووقه". ويوم قهر كربئيل "سأد ونقبة" وأحرق كل مدن المعافر واستولوا على "ظبر وظُلم وأروي"، وأحرق كل مدنهم، وقتل منهم (3000) وأسر (8000)، وضاعف ضرائبهم، وفرض عليهم إلى جانب ذلك ما يجب تسلميه من بقر وغنم.
وقهر "ذُبْحان وقشر وشَرْجَب"، وأحرق مدنهم، واستولى على عُرّ عصمت ومنشآتهم المائية في "صير" وضمّها إلى ألمقه وسبأ. ويوم قهر أوسان وقتل فيها (16000) وأسر (40000)، ودمَّر من لجأة حتى حَمَّان، وأحرق مدن أنف وكل مدن حبَّان وذياب وخرب جنتيها، وخرب نسم وادي رشأي وجَرْدان وقهرها (أي أوسان) في دتينة، وأحرق كل مدنها وقهر تفيض وخرَّبها، وأحرقها ودمر أرضها وقهرها حتى بلغ البحر، وأحرق كل مدنها على ساحل البحر، وقهرها في وسر حتى أخضع أوسان وملكها مُرتَّع ونذر كبار مجلس أوسان لسمهة، أما أهل أوسان فحكم عليهم بالموت والأسر.
وكذلك يوم عمل على هدم قصره مَسْوَر، وأزال كل النقوش التي وَسَمَت كربئيل في قصره مسور، ونقوش معبد آلهته ... وقصره مسور وأولاد ألمقه وجماع القبائل أحراراً وعبيداً من مناطق أوسان ومدنها وعاد بهم، وأعاد سرو ومناطقه وحمدان ومناطقه للمقه وسبأ، وسوَّر سرو وأصلح أرضه، وأسكنها أهل سبأ.
ويوم قهر دهس وتبني وقتل من أهلها (2000) وأسر منهم (5000) وأحرق مدنها ... دهس ولم يمس العر ... وسلَّم دهس وتبني وتينة إلى ألمقه وسبأ وسلَّم ملك عود لملك دهس، وسلّم سكان عود وأموالهم التي أخذها من أوسان لأولئك الذين تحالفوا مع ألمقه وسبأ، وسلّم ملكية الأرض ... وكل المنطقة وأنف ومدنها وأرضها وعرّها ووديانها ومراعيها ملكاً خاصاً، وسنم ورشأي وجردان إلى فخذ ألو وعرماء ذات كحد وسيبان ومنطقته ومدنه "أثخ وميفع ورثح" وكل منطقة عََدان ومدنه وواديه وعره ومراعيه ورجال عبدان حُرهم وعبدهم ملكاً خاصاً ... دتينة أحلفاء ومياسر، ودتينة ذات ذبير وحرثاء وكل مدنها وأوديتها ومناطقها وجناتها وأعرارهما ومراعيهما ملكاً خاصاً، وكل قسط رعية "ثبير" وأولادهم وأموالهم حتى البحر ... ومناطقها وجنّاتها وعرها وواديها ومرعاها ملكاً خاصاً، وكل المدن والمناطق حول تفيض ناحية دهس، وتلك التي على البحر، وكل سواحل تلك المناطق، وكل منطقة "يلأي وشيعان وعبرة ولبنة" كل مدنه ومزارعه ومراعيه وأوديته وأعراره ملكاً خاصاً، وكل ما ملك مرتع ورجاله في دهس وتبني، وسلم يزحم وقسطه وأنمه ومنطقته وأعراره وأوديته ومراعيه إلى ألمقه وسبأ، واستولى على كحد ذا حضن قسطه وأنمه وحوّله إلى من هم في حِلف مع كربئيل ... ملكاً خاصاً إلى ألمقه وسبأ. [وكذلك اتخذ] كربئيل كل قسط كحد أحراراً وعبيداً وأولادهم وأموالهم ورجالهم ... من يلأي وشيعان وعبرة وأولادهم ملكاً خاصاً، لألمقه وسبأ، وأعاد لِـسيان وحول ويدعئيل وحضرموت مناطقها التي كانت تحت سيطرة ذي أوسان، وأعاد مناطق عم وأنباي ووروئيل وقتبان التي كانت تحت سيطرة ذي أوسان لأن [أهل] حضرموت وقتبان آخو (تحالفوا) مع ألمقه وكربئيل وسبأ. ويوم قهر "كحد ذي سوط" لأنهم أثاروا العداوة بقتلهم ... وهاجموا من آمنهم كربئيل، وقتل منهم (500) وأسر من أولادهم (1000)، وذبحوا (2000) من غنمهم وغنموا كل مواشيهم وأموالهم. ويوم قهر نشان وأحرق مدنها ودمر عَشِر وبيحان وأراضيها بضربة واحدة، ويوم حشد مرة ثانية لإقامة سور لمحاصرة نشان ونشق ثلاث سنوات حسب ما أمر به عثتر، واستولى على نشان ومنطقتها لألمقه وسبأ، وقتل من نشان (1000) وهزم سمه يفع ونشان وأعاد المناطق التي وهبها له ملك سبأ، إلى ألمقه وسبأ، واستولى على مدنه: قو وجوعل ودورم وفدَّة وشبام، ومدن أيك كلها التي كان يملكها سمه يفع ونشان في منهية. واستولى على العامر (من أرض) أسوده وأحمره وأرسل على أرض ملك نشان المسقية ونشان مياه مَذاب، وخرَّب سور مدينة نشان من أساسه، أما مدينة نشان فقد منع عنها الحريق، ولكنه قضى على قصره عفراء بالهدم، وعلى مدينته نشان، وفرض للكهنة جزية على نشان، وحكم بالموت على من استوجبت الآلهة عليه ذلك من أهل نشان، وقضى على سمه يفع ونشان أن يُسكن أهل سبأ مدينة نشان، وأن يبني سمه يفع معبداً لألمقه في وسط مدينة نشان، واستولى على ماء ذي قنعان من سمه يفع ونشان وحوَّلَه إلى يذمر ملك ملك هَرَم، واستولى على جِرَب ذات ملك وقه من سمه يفع ونشان وسلمها إلى نبط علي ملك كمناهو ولكمناهو من مدرجات ذات ملك وقه على امتداد الحدود التي وضعها كربئيل وسوّر نشق وأسكنها أهل سبأ، وسلّمها لألمقه وسبأ.
ويوم قهر "يدهن وجزية وعرب" وفرض عليهما جزية لألمقه وسبأ، ويوم قهر "سبل وهرم وفننن" واستولى على منشآتها المائية، وأحرق مدن سبل ومدن هرم، ومدن فننن، وقتل منها (3000)، وقتل ملوكها، وأسر منها (5000)، وغَنِمَ (150000) من مواشيها، وفرض عليها جزية لألمقه وسبأ أخذاً بثأر أحرار سبأ وضهر ممن كانوا في حِمى كربئيل وقُتِلوا. وقَهَر مُهَأمِر وأمير وكل قبائل مهأمر وعوهب، وقتل منهم (5000) وأسر من أولادهم (12000)، وغنم (200000) من ماشيتهم إبلاً وبقراً وحميراً، وأحرق كل مدن مهأمر، واستولى على يفعة وخربها، واستولى كربئيل بنجران على أرض مهأمر، وفرض على مهأمر خراجاً [يُدفع] لألمقه ولسبأ.